# 街路樹

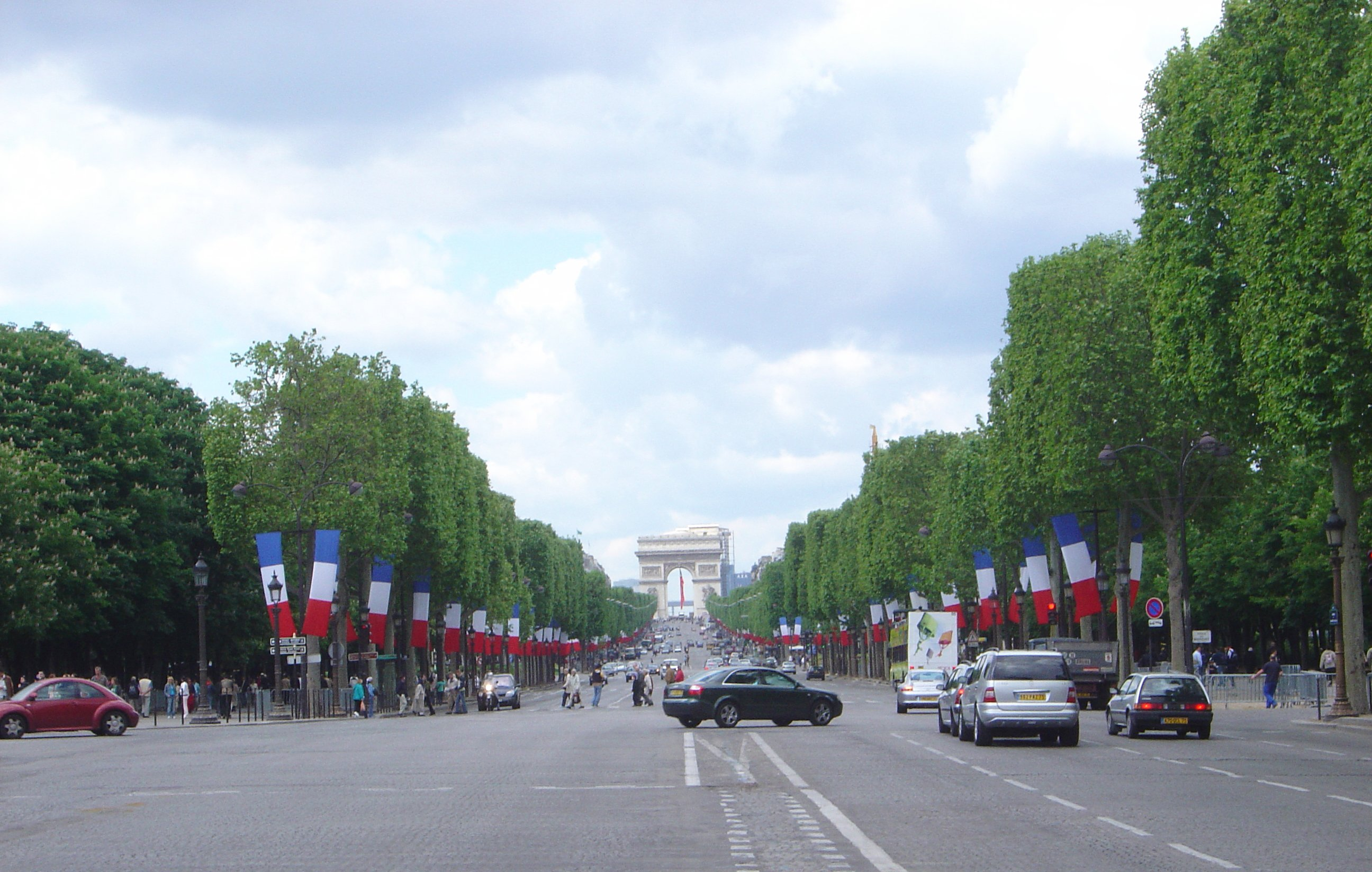
街路樹のある道路
シャンゼリゼ通り（フランスのパリ）

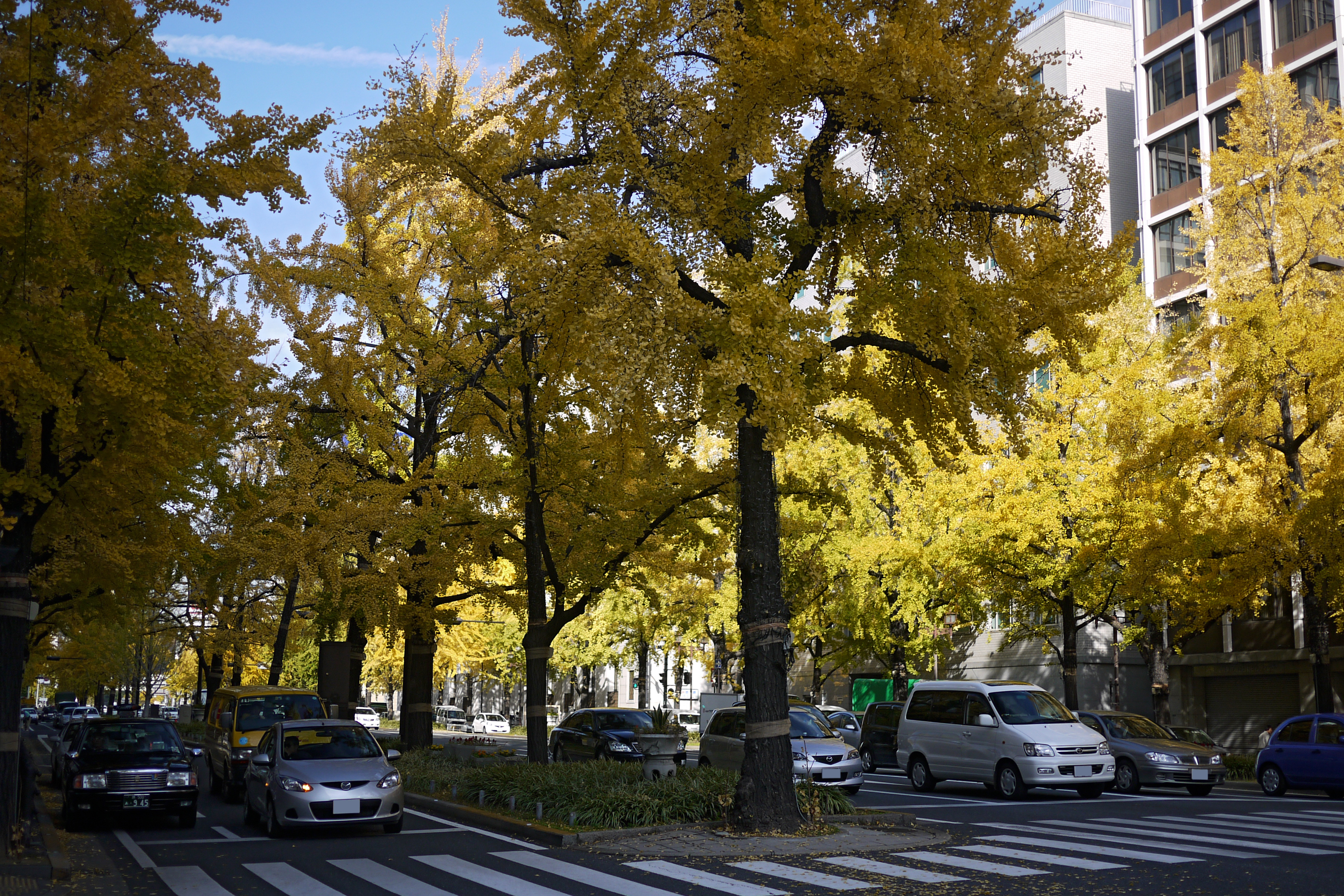
イチョウの街路樹（大阪市御堂筋）

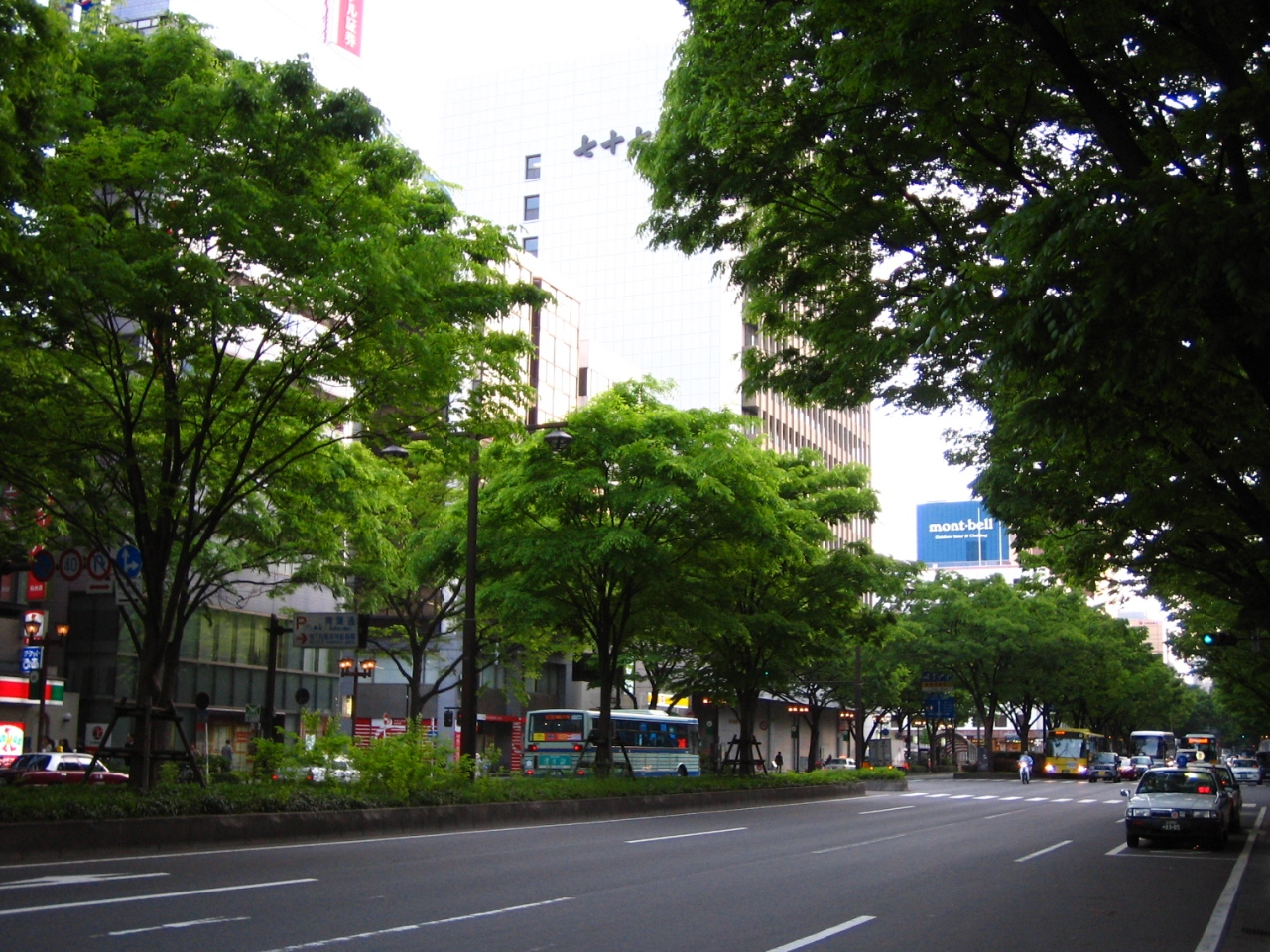
ケヤキの街路樹（宮城県仙台市青葉通り）

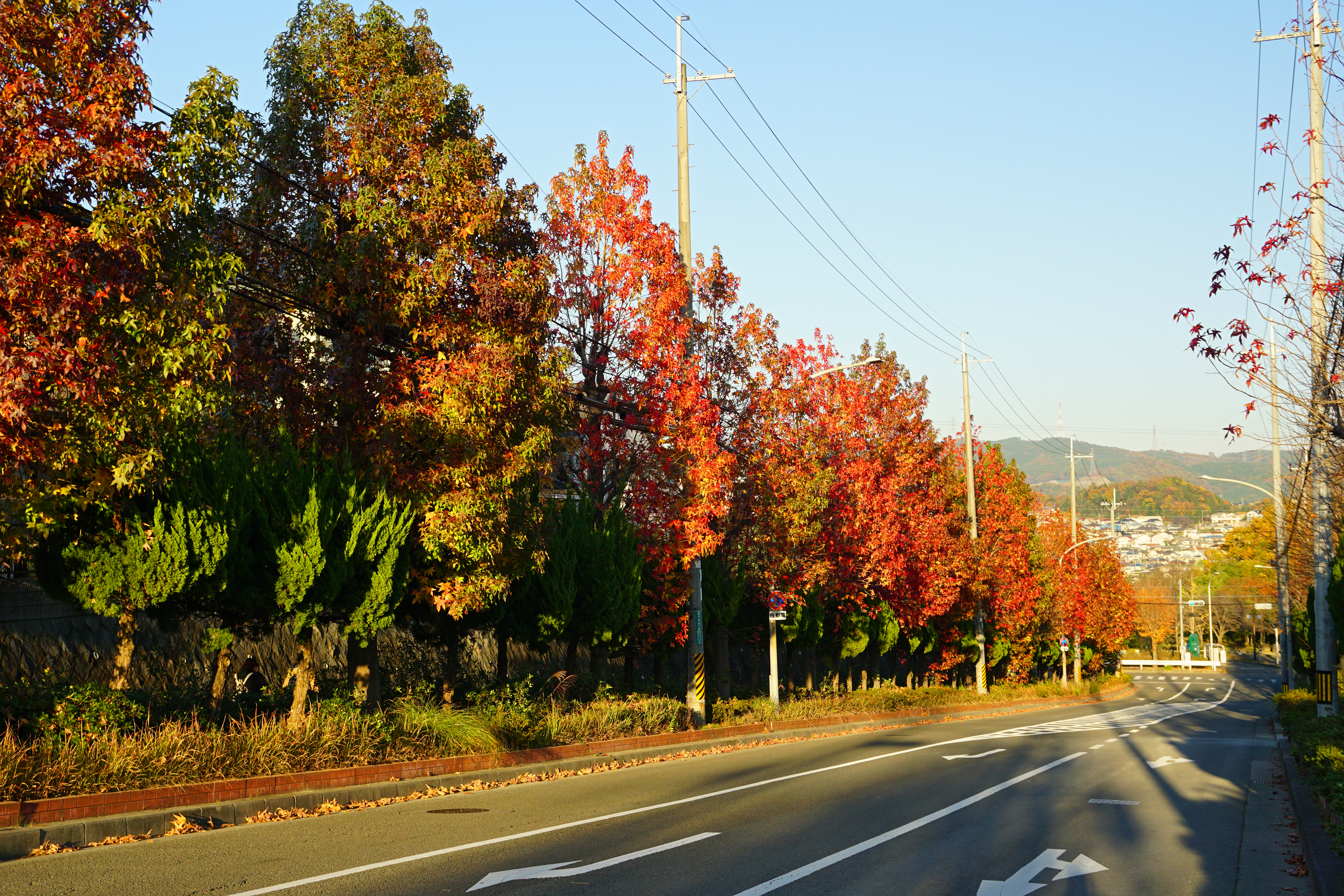
プラタナスの街路樹（大阪府高槻市南平台）

街路樹（がいろじゅ）とは、街路（市街地の道路）に沿って植えられた樹木のこと。

## 概説
街路樹は主に高木のことを指すが、低木・地被植物も含む。
日本語には、並（なら）んで立っている木々を指す「並木（なみき）」という表現があり、街路樹の多くは市街地の道路に沿って複数並んで立っていることが多いので、そうした街路樹群を市街並木（しがいなみき）と呼ぶこともある。
都市の美観の向上や道路環境の保全、歩行者等に日陰を提供することなどが目的である。一般に、歩道の車道寄りや中央分離帯に植えられる。街路には多くの制約があり、必ずしも等間隔で木が並んでいるわけではない。道の左右において非対称であることも多く、道の片側にしかない場合もある。
古くは今から3000年ほど前に、インドのカルカッタ（コルカタ）からアフガニスタンまでを結ぶ、大幹道に街路樹が設けられたという。（→歴史）
街路樹の法的な位置付けは国ごとに異なる。

## 歴史

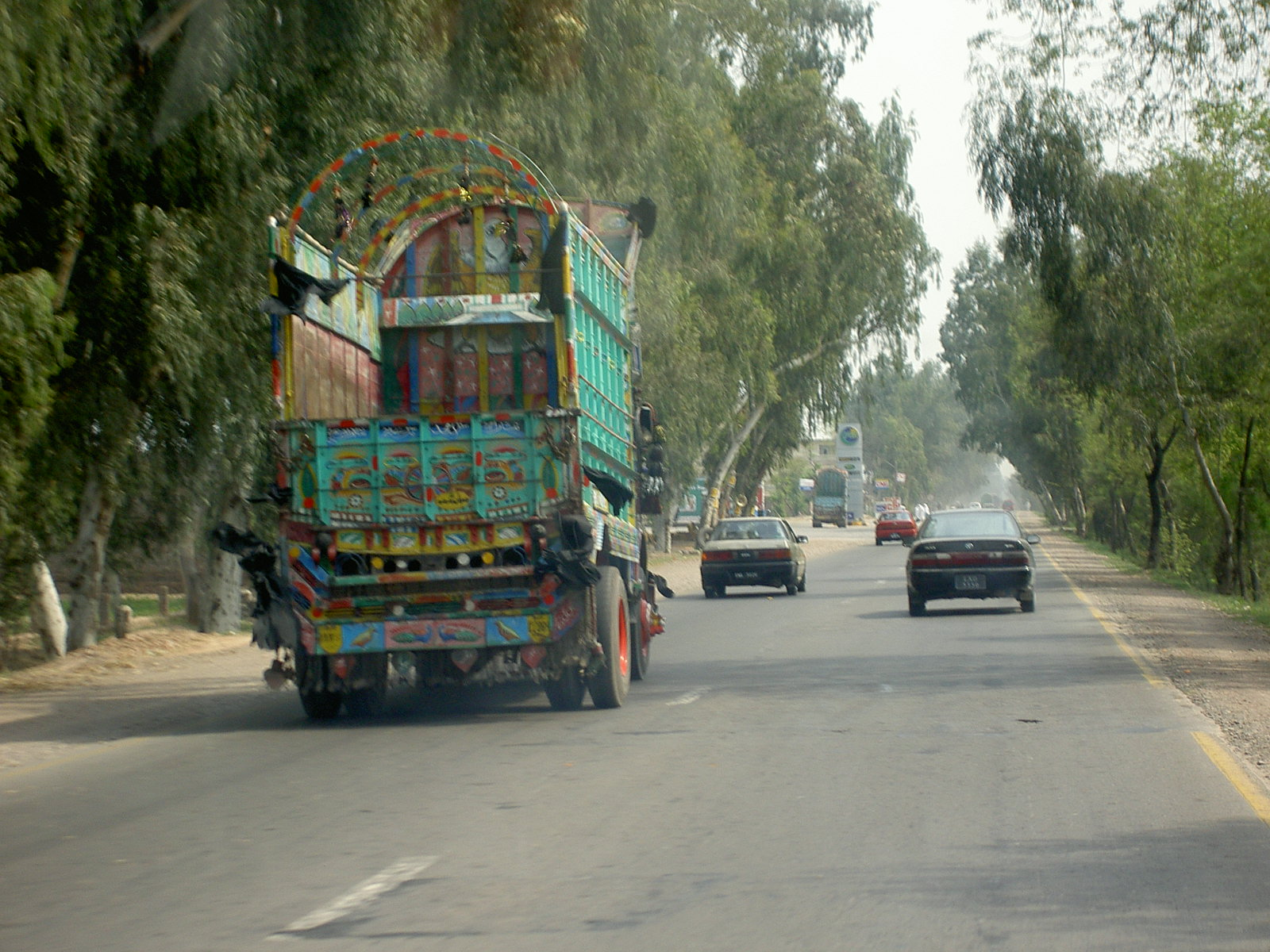
グランド・トランク・ロードの街路樹（パンジャーブにて）

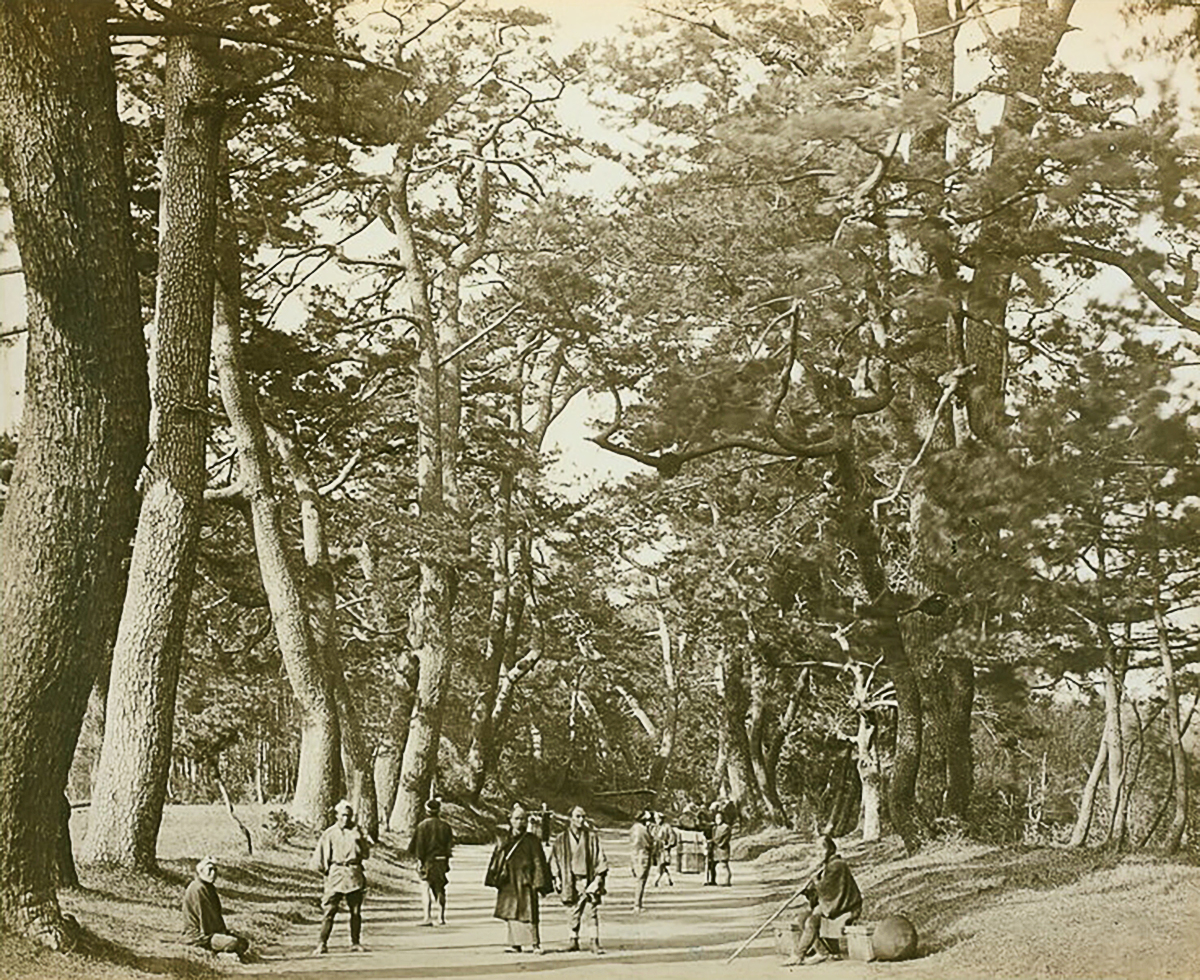
幕末における東海道の松並木

世界で最も古い街路樹は、約3000年前にヒマラヤ山麓に造られた街路、グランド・トランク・ロード（Grand Trunk Road）に列植された樹木とされる。グランド・トランク・ロードは、インドのカルカッタ（コルカタ）からアフガニスタン国境につながる幹線街路で、一部に石が敷かれ、道の左右と中央に樹木が列植された。また、中国でも約2500年前の周代には、既に壮大な街路樹や並木が造られていた。
日本では、神功皇后が豊浦宮へ行幸、駅路を定めた際にクスノキを植えて作られた並木が初の街路樹とされるが、正確な時期や場所は特定されていない。6世紀後半の敏達天皇の治世に、難波の市にクワの並木を作ったとされ、8世紀半ばの聖武天皇の治世には、平城京にタチバナとヤナギの並木が作られた。また、光明皇后は貧しい人が飢えないよう、都大路にモモとナシの木を植えて並木道にしたと言われる。
さらに、754年（天平勝宝6年）に帰朝した遣唐使の僧・普照は、唐の諸制度とともに、並木・街路樹の状況も奏上した。普照の奏状には、「道路は百姓（当時の用語では、一般大衆の意味）が絶えず行き来しているから、樹があればその傍らで休息することができ、夏は暑さを避け、飢えれば果樹の実を採って食べることができる」と記された。これを受けて、759年（天平宝字3年）、太政官符で畿内七道諸国駅路の両辺に果樹となる並木・街路樹の植栽を決めた。これが日本における行政主導の街路樹のはじめである。
8世紀後半の桓武天皇の治世には、平安京にヤナギとエンジュが約17メートル間隔に植えられ、地方にも果樹の並木が植栽された。鎌倉時代にはサクラ、ウメ、スギ、ヤナギの並木が植えられた。戦国時代には、織田信長が旅人の安全、快適な交通を確保するために並木道を作ったと言われる。
江戸時代には、五街道など道路網が整備され、マツ、スギ、ケヤキなどが植えられた。街道には並木が作られるとともに、1里（約4キロメートル）ごとに一里塚が造られ、距離の目印、休憩場所として利用されるようになった。また市街地の川沿いの道などにはヤナギやマツが植えられた。約1万2500本が現存する日光杉並木（現在の栃木県）はギネス世界記録に認定されている。
欧米では、1615年にアムステルダムが環状運河計画の中に建物・交通機関・樹木を定め、欧米初の公的に街路樹を計画した都市となった。パリでは1670年に城壁を壊して大通りを建設した際に、モミジバスズカケノキの街路樹が植えられた。アメリカ合衆国では、1700年からフィラデルフィアが街路樹の植樹を率先して行った。
幕末の開国後には、1867年（慶応3年）、横浜市の馬車道にヤナギとマツが植えられた（1979年、横浜市は馬車道に石碑「近代街路樹発祥之地」を建てた。これに対し、近代の定義が曖昧な事に疑問を呈する人々もいる）。
東京の都市緑化事業での街路樹は、1874年（明治7年）、銀座通りにサクラとクロマツが植えられたのが始まりである。しかし、木の成長が悪く、1884年（明治17年）にシダレヤナギに植え替えられた。1906年（明治39年）に長岡安平が林学博士・白沢保美と子爵・福羽逸人（ふくばいつせん）に計画依頼し、街路樹の改良計画が急速に進展した。1907年（明治40年）、両者により街路樹の改良計画が立てられる。10樹種が街路樹として選定・植栽され、現在の街路樹の元となり、今まで継承される樹種の基本となった。
スズカケノキ、イチョウ、ユリノキ、アオギリ、トチノキ、トウカエデ、エンジュ、ミズキ、トネリコ、アカメガシワ（以上10種）
東京・明治神宮外苑で大正時代に植えられたイチョウ並木のように、建物（聖徳記念絵画館）と組み合わせた景観を計算されて街路樹を整備する取り組みも行われた。
1919年（大正8年）に定められた街路構造令では、歩車道分離に加えて街路樹の整備も盛り込まれた。
1926年（大正15年）11月28日に完成式典が行われた第一京浜（現国道15号）改修工事の東京都区間では、街路樹にプラタナスやアカシアが用いられた。

## 樹種の選択
街路は木にとって楽な環境ではない。自動車の排気ガスを浴びることが障害の筆頭で、植えられる土が狭く固い場合（そうならない方が例外である）には、それも問題になる。これらには耐性が強い樹種と弱い樹種がある。20世紀後半から各地で街路樹に夜間の電飾をかけるようになったが、これも木にとっては負担要素である。成長すると、交通信号機や道路標識の視認を確保するため、枝を払う必要が出てくるが、これにも耐性の違いがある。さらに気候の適性があり、木の寿命の長さも考慮の要素である。以上のように様々な要素が組み合わさるが、結果として現代では落葉樹、広葉樹が好まれている。
街路樹の寿命は7年から13年ともいわれている。公園や自生林よりも寿命が短い原因として、化学物質の多さ、栄養分・微生物・酸素・水分の不足などがあげられる。水分や養分を吸収するひげ根の多くが地下30センチ以内にあるため、それが痛むと枯れ始める。このため、街路樹に適している樹種は水や酸素の少ない環境に適応しているものが多い。欧米で古くから街路樹となっているモミジバスズカケノキ、モミジバフウ、ヌマスギ、アメリカハナノキなどは、本来は氾濫原に生息しており酸素不足の状態に適応している。河川域で生息していたイチョウが街路樹に向いているのも、同様の理由が考えられる。
ただ、樹種選択のせいで直ちに失敗する例は少なく、たいていの木はある程度の負荷に耐えうる。また、いずれにせよ樹木とて不老不死ではない。そこで、不利な種を厳しく排除することなく、様々な街路樹を認める考えがある。21世紀初めには、その土地に昔から自生してきた樹種を優先しようという考えも登場している。
また、後述のように街路樹には効果と弊害が存在する。効果自体が、裏返せば、弊害そのものであることもある（例：風を防ぐ→風通しが悪くなる→汚れた空気・においがこもる、熱がこもり暑くなる）。効果の大きい木ほど弊害（被害）が大きくなることもある。従って、効果を大義名分に樹種を選択し植栽すると、後に大きな弊害をもたらし、各種公共事業で批判されているように、効果以上の多大な弊害、税金の無駄遣い、維持費不足などの問題が発生する恐れがある。そのため、将来を見据え弊害を回避した選択・植栽を心がけることは、その木が効果を本当に発揮することにもつながる。

## 日本での街路樹

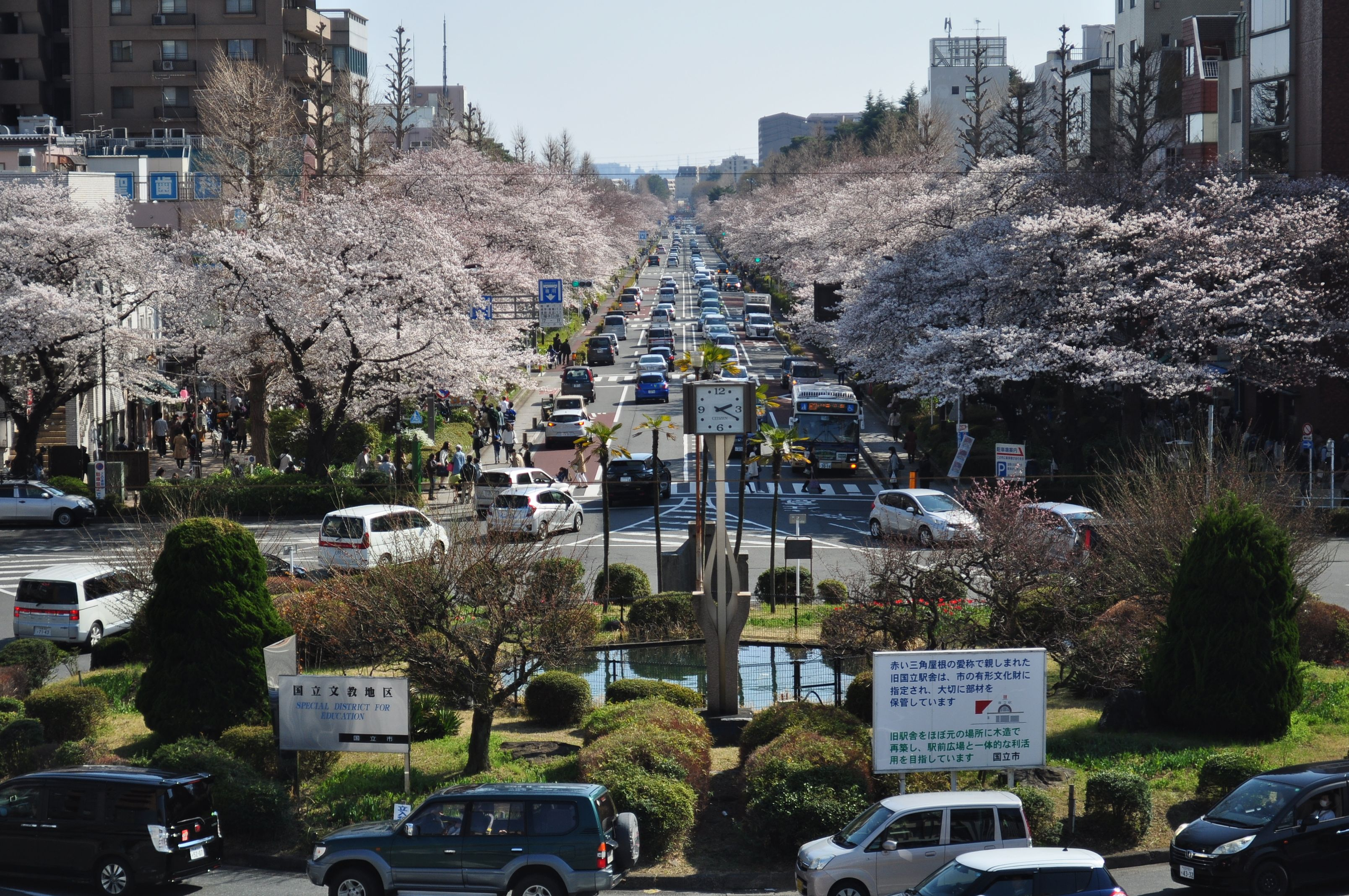
東京都国立市の大学通りの桜並木（2018年3月25日撮影）

法的な位置付け
日本の道路法（第二条）では街路樹は道路標識などと同じ「道路の付属物」と位置づけられている。街路樹の維持管理には道路特定財源が使われていた。
樹種
2007年現在、最も多く用いられている樹種はイチョウで57万本。次いでサクラの49万本、ケヤキの48万本と続く。国土交通省国土技術政策総合研究所の「わが国の街路樹」によれば、2022年の街路樹（高速道路会社管理分を除く）の高木は561種。イチョウとサクラ類がそれぞれ52万本（8％）で最多、ついでケヤキ45万本（7％）、ハナミズキ35万本（6％）、トウカエデ30万本（5％）とつづく。以下クスノキ4％、日本産カエデ類3％、ナナカマド3％、モミジバフウ2％、クロガネモチ2％、その他52％。
落葉樹
- ハルニレ、トゲナシハリエンジュ（トゲナシニセアカシア）、セイヨウハコヤナギ、ナナカマド、トチノキ
- メタセコイア、シナサワグルミ、イチョウ、プラタナス、シダレヤナギ
- ニワウルシ（シンジュ）、ケヤキ、ユリノキ、ソメイヨシノ、ハナミズキ
- サトザクラ、トウカエデ、エンジュ、モミジバフウ、アオギリ
- ナンキンハゼ、センダン、ホウオウボク、ポプラ

常緑樹
- クロガネモチ、ヤマモモ、マテバシイ、クスノキ、ガジュマル
- アカギ、コバテイシ

椰子
- カナリーヤシ（フェニックス）、シンノウヤシ、ワシントンヤシ

## 街路樹の機能

### 街路樹の効用

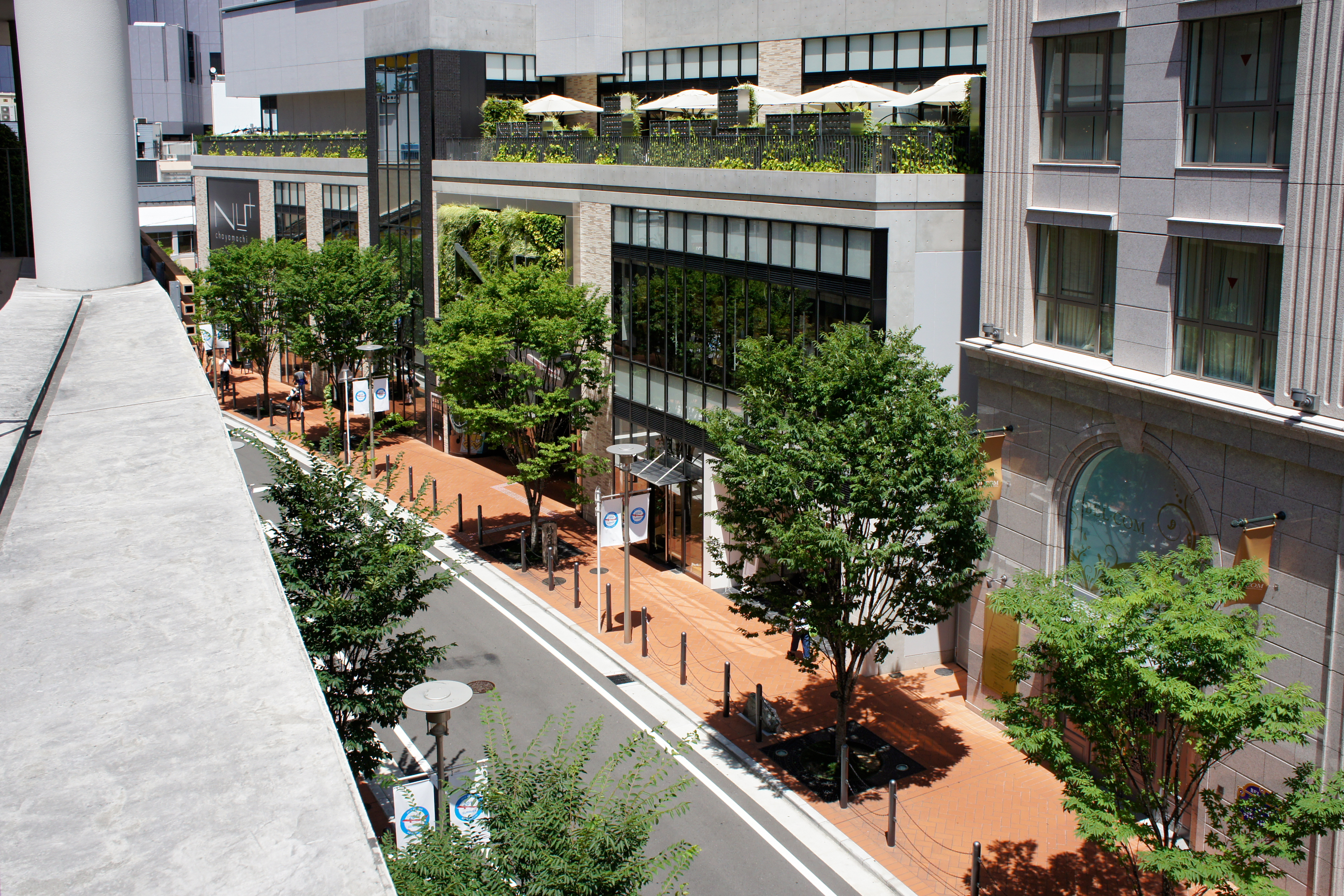
街路樹のある歩道と街路
（大阪市北区茶屋町）

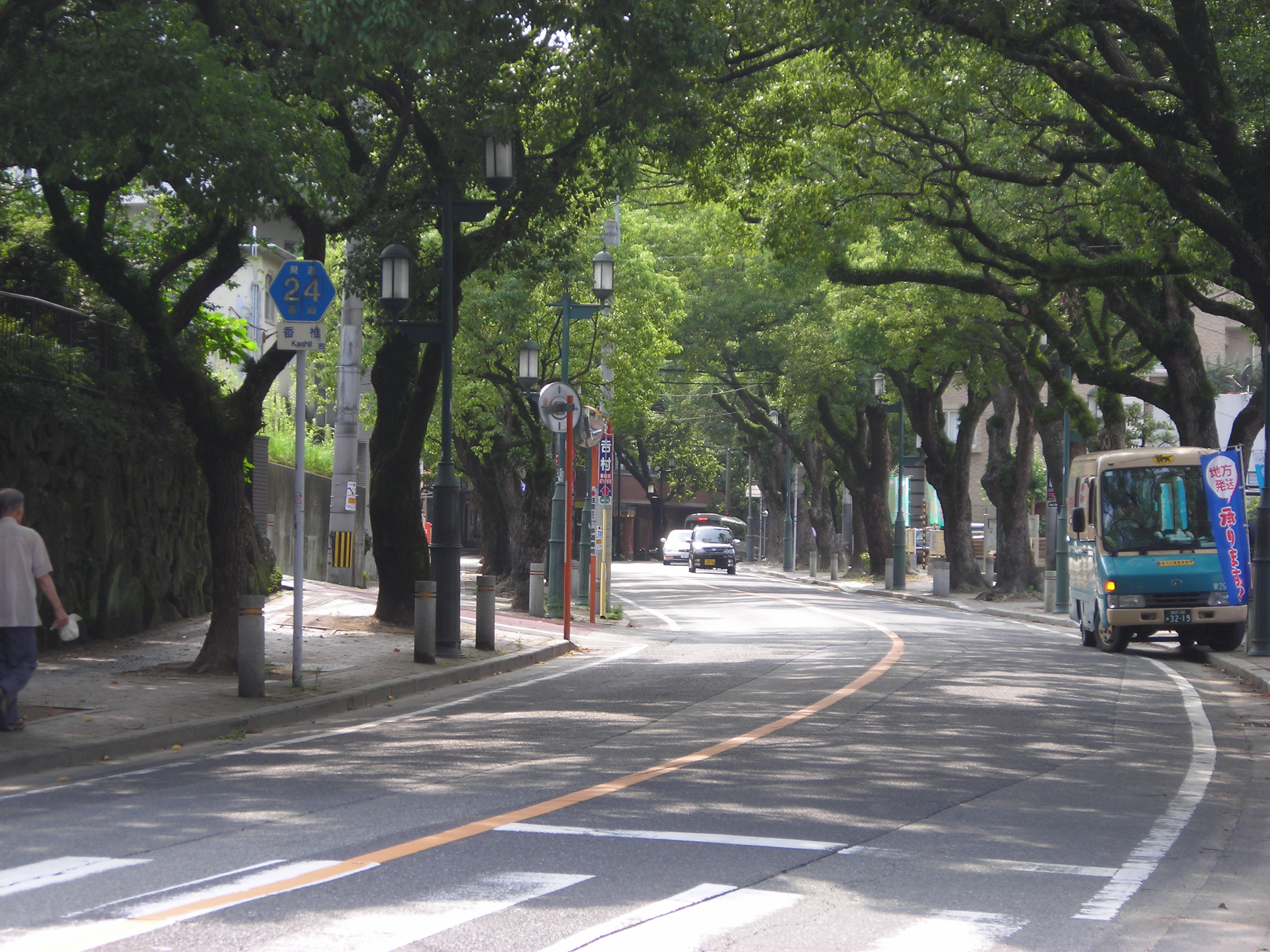
街路樹のある道路
福岡県道24号（福岡市東区香椎）

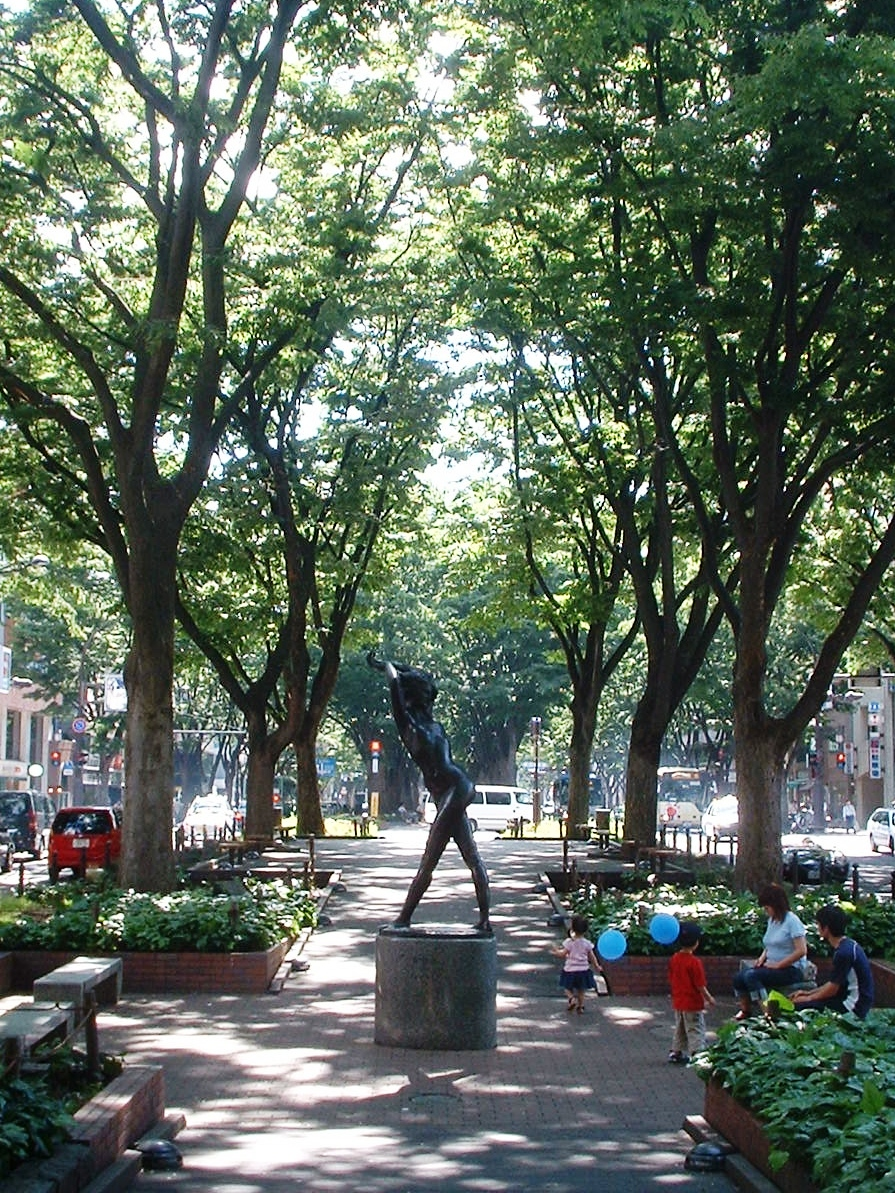
街路樹の例（仙台市・定禅寺通り）

街路樹には交通安全、修景効果、環境保全などの機能がある。街路樹の主な効用を以下に挙げる。これら効果の中には、国・地域などに特有のものや、落葉樹で葉がない時期には効果が低減する場合がある。
- 景観向上[17]
  - 良好な景観の形成[17]
  - 美しい並木道の造成
  - 街・通りのシンボル・ランドマーク
  - 目隠し効果
- 生活環境保全[17]
  - 騒音の低減[17]
  - 大気の浄化[17]
    - ヒートアイランド現象の緩和
- 緑陰形成[17]
  - 直射日光を遮る[17]
  - 暑さを防ぐ[17]
    - 冷房費などの軽減

  - 降雪を防ぐ[17]
  - 強風を抑える[17]
  - 砂塵を防ぐ[17]
  - 雨を防ぐ
- 交通安全[17]
  - 眩しさを遮る[17]
  - 前照灯の影響を防ぐ[17]
  - 支柱・ガードレール効果
    - 歩道と車道の分離、識別の補助
    - 歩道への車の進入を防ぐ
    - 路上駐車防止
- 自然環境保全[17]
  - 土壌の浸食を防ぐ[17]
- 防災[17]
  - 飛砂を防ぐ[17]
  - 吹雪を防ぐ[17]
  - 火事の延焼を防ぐ
- 経済効果
  - 植栽・剪定等の請負業者が潤う
  - 簡単な剪定や落葉樹の枯葉の清掃はシルバー人材の活用先にもなる

### 二酸化炭素の吸収
街路樹による二酸化炭素の吸収の検討は、植栽および維持、管理によって排出される分を考慮しなければ意味が無い。
国土技術政策総合研究所の委託による資料によると、樹高3.5 mのケヤキを50年間植える事により、消費される燃料と比較すると、正味での吸収が期待される。

## 街路樹の影響と対策

### 街路樹の弊害
モータリゼーションの発達した都市の道路沿い（道路上）という自然界の木とは全く異なる特殊な環境に人為的に植えられた現代の街路樹は、森林や公園などの木々とは異なり、それらの木々では起こりにくい都市機能や生活環境に支障をきたす様々な弊害（環境負荷・公害）を生み出している。街路樹を植えることにより、景観を良くするつもりが、かえって悪化してしまったり、道路公害に苦しむ道路沿いに住む人々を助けるつもりが、さらに痛めつけることになってしまったり、ただでさえ危険の多い道路に、さらに事故などの原因となりうる危険な木を植えることにより、ますます危険になってしまったりと、税金で苦痛や災いを作るような結果になってしまっていることが多々ある。
日本では、将来のことをよく考えずに、行政など一部の人間の決定によって、半ば強制的に植えられた街路樹が市民の苦痛や災いの原因になっている事例など、各地で様々な問題が生じているが、景観・緑化・環境（環境問題）などの名のもとの植栽意見により、街路樹は植栽され続けている。しかし、災害時などに街路樹は人命を奪う凶器となることもある。日本は台風や地震が多く気候も異なるのでパリやニューヨークなどと同じように街路樹を植えると、より多くの弊害が発生してしまう恐れがある。
そのため、むやみやたらと木を植えればよい訳ではなく、その土地の気候・地形・町並み・交通安全・住環境・防犯・災害時の危険性・弊害に直接さらされる道路沿いに住む人々の生活・意見などを十分に考慮し、特定の住民に大きな不利益をもたらしたり、事故を誘発したりすることがないように、その土地に適した樹木を選び、適度な間隔で適当な本数を適切な箇所に植栽する（場合によっては植栽しない）ことが望ましい。そして、植えられた街路樹については管理を怠らず定期的な点検・剪定・清掃などのメンテナンスをしっかりと行い、異常や危険などの問題が発見された際は素早く治療・移植・伐採除去などの適切な対応をとり、事前に事故などの被害を回避することが求められる。そのためには、全てのことを行政任せにせず、市民も日頃から身近な道路・街路樹に対して関心を持つことも大切である。そして、それらのことを達成するためには街路樹（苗木）が植栽されて数十年後、大きく成長した際にはどのような弊害が発生するのかをあらかじめ想定し、よく理解しておくことが重要である。
現代の日本では、住宅などの開発が進んだ1960年代〜1970年代に大量に植えられた街路樹が老齢となり、管理する地方自治体などの
財政負担増、枝の落下や倒木の被害などの問題が顕在化しつつある。各自治体は、樹木医を交えた点検・診断や植え替えなどを行っている。
樹勢が衰えて危険になった老木のほか、公共事業の障害になるとして伐採ないしは移植が検討される街路樹もある。ただ、ランドマークなどとして地域住民や観光客に親しまれている大木群では、反対運動が起きて工事計画の方が変更される場合もある。

### 街路樹に対する苦情と対応策
想定される主な街路樹の弊害を以下に挙げる。これら弊害の中には、国・地域などに特有のものや、落葉樹で葉がない時期には弊害が低減するものもある（街路樹の弊害は、同じように道路上に存在する電柱の弊害と共通するものも多い）。

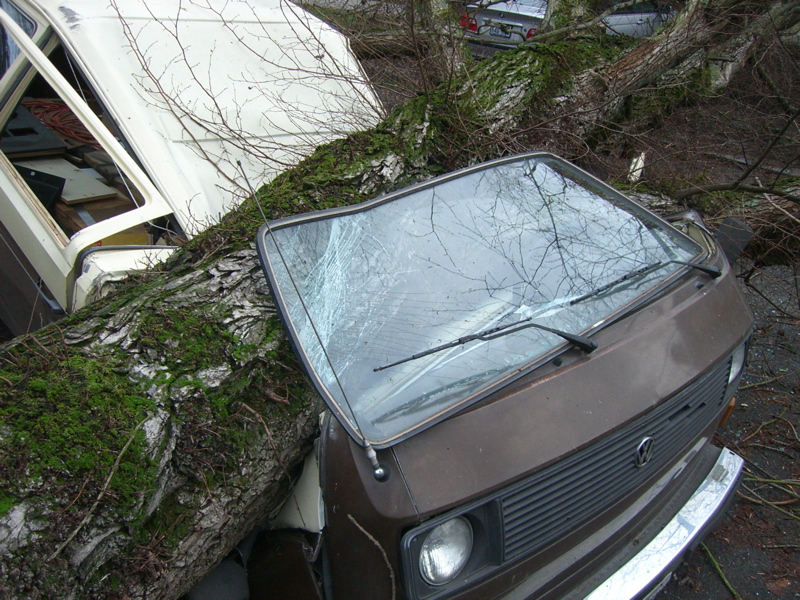
嵐による倒木で大破した車

倒木による弊害

街路樹は強風・地震・病害（寿命）・積雪などで倒れ（折れ）、歩行者などの人命を奪うことや、建物や車などを破損させることがある。また、倒れた木は出入口や道路をふさぎ、渋滞を発生させるなど、交通に支障をきたすことがある。特に災害時は避難や救助活動の障害にもなる。枝葉のある街路樹は信号機・電柱・街路灯などよりも風を受けやすく、倒れる街路樹がそれらを巻き添えにすることもある。このような危険性があることから、台風（強風）シーズン前に、剪定する自治体も多いが、季節外れの台風、想定外の強風・竜巻などで、倒れる木もある。倒れた場合、大木であるほど物理的に破壊力が大きく殺傷力もあるので、交通量の多い道路や住宅街などでは特に樹種・植栽箇所などには慎重な選定を要する。
水害時の弊害
台風や集中豪雨時、街路樹は暴風雨で枝葉を落とし、道路上の排水溝などを詰まらせ、冠水・浸水を発生させ、水害の（被害を拡大する）原因になることがある。台風や突発的な集中豪雨の場合、事前に剪定して被害を抑制することは難しく、また過度な剪定は樹木を傷める結果となるので望ましくない。従って、樹木の選定・場所・本数などには水害への考慮を要する。
落下物による弊害
街路樹は自然に、もしくは強風・積雪・病害などで落下物を落とすことがある。葉・枝・実・雪（サクラなどは花びらも）などの落下物は、人（特に交通弱者、高齢者・身体障害者・視覚障害者など）・車両（自転車・オートバイなど）・車いす・ベビーカー等のスリップ・つまずき・転倒や、落下物の直撃などの事故の原因になることがある。それら落下物は、道路沿いの家屋の雨樋や排水口などを詰まらせたり、冠水の原因になることもある。また、枯れ葉は可燃物であり火災や延焼の原因になることがある。落ち葉に放火される事件も各地で起こっており、投げ捨てられたタバコの火などが原因で発火する場合もある。このようなことから、こまめに清掃することが望ましいが、それは道路沿いに住む人々への負担となってしまうことになり、落葉期に住居の前や敷地内などに毎日飛んでくる落ち葉の掃除に苦労している人もいる。また、自動車や自転車などが走る道路の清掃には危険も伴う。高所の雨樋の清掃は、業者に頼むと費用がかかり、自分で行うと危険を伴うことにもなる（雨樋の清掃を公費で行うには高額な費用などが問題になる）。
落葉等への対策としては落葉前の夏剪定の実施などがある。
障害物としての弊害
街路樹は信号機や道路標識などを見えにくく（見えなく）したり、街路灯の照明を遮ったり、飛び出す人（子供）や動物（野生動物）などを見えにくくしたり、車の出入りの際など、見通しを悪くし、視界を妨げ、事故を誘発することがある。
街路樹の存在は道路を狭め、円滑な通行の妨げになることがある。
車道・歩道・自転車道の拡張・整備などの際、街路樹の移植が難しいため（伐採には反対する人もいるため）、整備に支障がでる場合がある。
街路樹が建物や看板などを、走行する車両から見えにくく（見えなく）してしまうことがある。訪問者が目的地を見落として通り過ぎるなど、目的地を発見しにくくなることもある。
救助活動時の弊害
住宅などの火災時、街路樹は消火のための放水の支障（放水位置角度などが制限されベストの位置から放水できなくなる）や、はしご車などでの救助活動の支障になることがある。
台風や震災などの災害時、倒れた木は出入口や道路をふさぎ、また、暴風雨により落下した枝葉が冠水を発生させ、救急車などの緊急車両や救助隊員らの通行を妨げ、救助活動の障害になることもある。
日照への弊害
街路樹には道路や近隣建物の温度上昇を防ぐなどの緑陰効果もあるが、枝や葉によって日照の問題を生じさせることがある（日照阻害）。日陰は照明費など光熱費の増大、植物の育成への支障、太陽光発電の発電量低下などを招く。落葉樹の場合、葉のない季節（日本では主に秋冬ごろ）は日照悪化が軽減される場合（場所）も多い。しかし、落葉樹とて影が完全になくなることはない。ゆえに、冬場の影の長大化により、落葉期だけ陰る（冬場の弱い日光が、さらに弱まってしまう）場合（場所）もある。
日照問題への対策としては街路樹の適切な選定などがある。
根による弊害
街路樹の根の伸展により、根が下水管のつなぎ目から入り込み、詰まらせるというトラブルが頻発することがある。また、根が周囲にまでのびることで地面を盛り上げて歩道などの路面を凸凹にしてしまうこともある。
根の進出による路面への影響を抑えるため、対策としては植え枡を大きくし街路樹の周囲の根張り空間を確保することなどがある。
風通しへの弊害
街路樹のせいで風通しが悪くなり、部屋の換気などに影響することがある。風通しが悪いせいで、道路や庭・部屋などに汚れた空気や臭いがこもったり、熱がこもり暑くなることもある。落葉樹の場合、葉があるので暑い夏場に風通しが悪くなり、葉のない冬場に風通しがよくなって寒い場合がある。
維持管理に関する弊害
道路上の木は安全や風通し・落下物・根の被害などへの対策上、森林や公園などの木以上に丁寧なメンテナンスを必要とするため、通常、一本あたりのメンテナンスの費用は森林や公園の木以上の高額な費用（日本では主に税金）を必要とする。このため財政悪化などで点検・剪定・清掃などに十分な予算を割けなくなる自治体もある。また、それら作業時には通行などに支障をきたすことがある。
花粉による弊害
花粉はアレルゲンであるため、花粉を飛ばす街路樹は人によっては花粉症・喘息などのアレルギーの発作の原因になる場合がある。
人間によって品種改良された樹種・外来種などを持ち込むことにより、地域の自生種（在来種）などの樹木が交雑して遺伝子汚染することがある。
眺望への弊害
街路樹は窓などからの見晴らしを悪化させることがある。ひどい場合は窓から葉しか見えなくなることもある。家や道路などから見えたタワーなどのランドマークや、山の新緑や紅葉・雪景色などが見えなく（見えにくく）なってしまう場合もある。
景観への弊害
風景・環境などに合わない樹木を植える、不適切な場所に植える、手入れを怠るなどすると、景観を悪化させる原因になることがある。また、道路上に木があれば美しい景観なのかどうかも賛否がある。うっとうしさなどから、木がなく、さっぱりとして開放感のある吹き抜けの道路を好む人などもいる。
動物による弊害
街路樹に毛虫などの害虫が大量に発生することがある。害虫が木を傷め、枝などの落下物をもたらしたり、害虫自体が落下してくることもある。
木の枝に止まった鳥が糞を落としたり、飛び立つ蝉がおしっこをかけるなどで、通行人の着衣などを汚すことがある。ムクドリなど大群をなす鳥が街路樹をねぐらにするようになると、糞害を引き起こしたり、鳥や蝉の鳴き声が騒音化する場合もある。
薬剤による弊害
街路樹に害虫・病害の対策・予防として農薬や殺虫剤が散布されることがある。薬剤は人や育てている動植物などに悪影響を及ぼすこともある。 薬剤の散布は定期的に行われるものと、害虫・病害の発生により適宜に行われるものがある。散布の際、近隣には窓を閉め洗濯物やペットなどは出さないように事前に通知されることも多い。薬剤が通行人や車両などにかからないように、夜間・早朝に散布されることもある。薬剤の散布には、無農薬で育てている野菜などに薬剤がかかってしまうドリフトの危険性もある。
名所化による弊害
サクラや電飾された街路樹など綺麗な並木のある道路や、文学作品・映画・ドラマ・漫画・アニメなどのロケ地やモデルとなった並木道などは、ちょっとした観光名所と化し、多くの見物人が訪れるようになり、渋滞・騒音・ゴミ問題などが発生することがある。

## 新たな方式の街路樹

### つる性植物の利用
ツタ、ツルマサキ、ツルアジサイ、フジなど、つる性植物を電柱や街灯などに這わせて街路樹として利用する試みがある。

### 移動式街路樹
街路樹の設置は冬季の除雪作業の妨げとなる場合があり、あまり大きくならない樹種の鉢植えを街路樹として利用する試みがある。